# Kunoyar kommuna
Kunoyar kommuna er en kommune på Færøerne. Kommunen omfatter den tyndt befolkede ø Kunoy i øgruppen Norðoyar. Foruden kommunecenteret Kunoy, ligger også bygden Haraldssund i kommunen. Mens bygden Skarð har været affolket siden 1919. Kommunen blev udskilt fra Kunoyar, Mikladals og Húsa kommuna i 1931. Kommunens borgmester er siden 2013 Meiken S. Michaelsen fra Liste A.
Folketallet har i modsætning til andre små øer været ret stabilt. Den 1. januar 2009 havde Kunoyar kommuna 160 indbyggere, mod 151 i 1960.

## Politik
Sidste kommunalvalg blev afholdet i 2012 , og valgte kommunestyre med virkning fra 1. januar 2013.
| Liste | Parti                               | Stemmer | Procent | Mandater | Mandater |
| ----- | ----------------------------------- | ------- | ------- | -------- | -------- |
| A     | Listi A (folk fra Kunoy bygd)       | 47      | 58,02   | 3        | 0        |
| B     | Listi B (folk fra Haraldssund bygd) | 34      | 41,98   | 2        | 0        |
|       | Suma                                | 83      | 100     | 5        | 0        |

| Liste A | Liste A              | Liste A | Liste B | Liste B              | Liste B |
| Nr      | Kandidat             | Stemmer | Nr      | Kandidat             | Stemmer |
| ------- | -------------------- | ------- | ------- | -------------------- | ------- |
| 1.      | Meiken S. Michaelsen | 13      | 1.      | Sóleyð í Kongsstovu  | 14      |
| 2.      | Magna Dania Joensen  | 4       | 2.      | Sámal Jákup Høgnesen | 2       |
| 3.      | Helgi Poulsen        | 6       | 3.      | Eyðbjørg Magnussen   | 7       |
| 4.      | Heini O. Heinesen    | 16      | 4.      | Bárur Klode          | 11      |
| 5.      | Djóni Kunoy          | 7       |         |                      |         |
|         | Liste                | 1       |         | Liste                | 0       |